# Skallindex

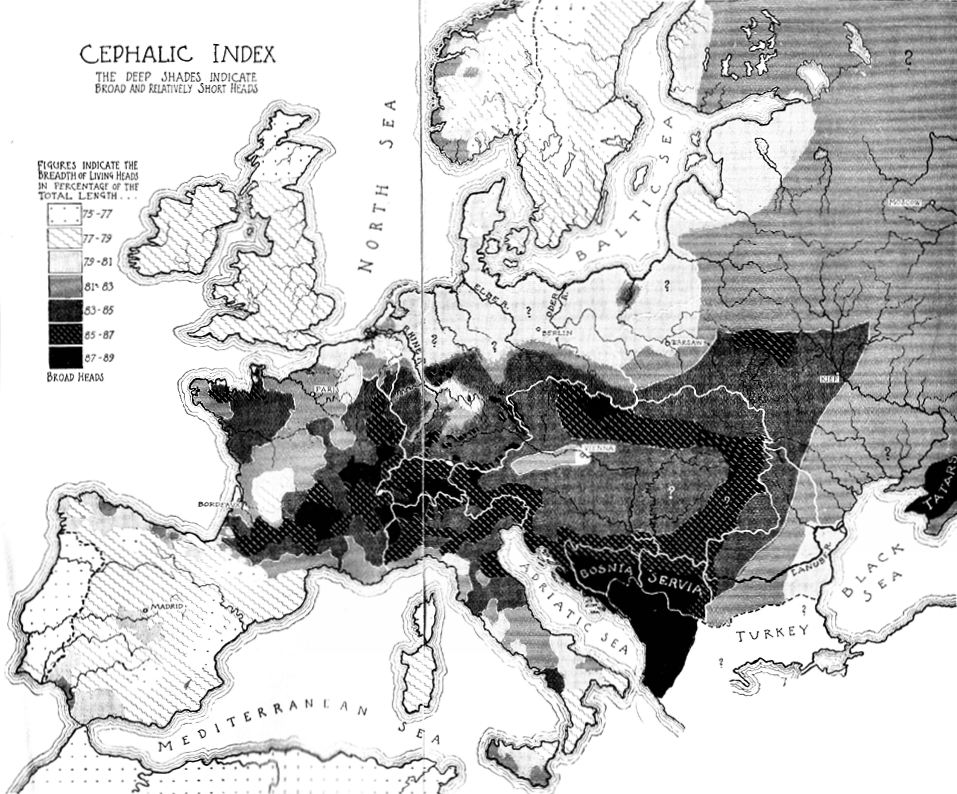
Skallmätningskarta 1899.

Inom fysisk antropologi på 1800-tal och tidigt 1900-tal fastställdes kraniets form med ett så kallat skallindex eller kranieindex i syfte att visa på olikheter mellan människoraser.  
I första hand användes längd-breddindex, som är det procentuella förhållandet mellan kraniets största bredd och största längd, alltså bredden delad med längden. Om index är större än 80 kallades individen brakycefal (kortskallig), 75–80 mesocefal och under 75 dolikocefal (långskallig). I äldre antropologisk forskning ansågs ett lågt breddindex visa på en "avancerad ras". Även längd-höjdindex förekom.  En gemensam term för mätningar av skallens form var kraniometri.
Anders Adolf Retzius, som hade en framträdande roll för rasbiologin, delade in människor efter raser baserat på skallindex. Hans son Gustaf Retzius tog över arbetet och flertalet kranier finns kvar i Karolinska Institutets samlingar efter deras forskning.
De begrepp som ingår i längd-breddindexet används fortfarande för att beskriva skallform hos bland annat hundar, och kan förekomma i vissa forensiska sammanhang.[källa behövs]